# Fusillade de Winnenden

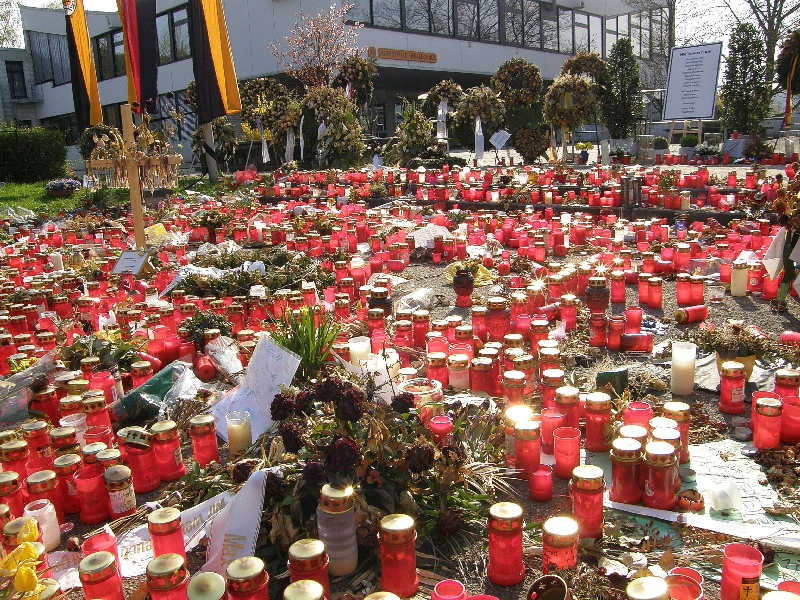
Fusillade de Winnenden.

La fusillade de Winnenden, qui s'est déroulée le 11 mars 2009 au collège Albertville-Realschule, à Winnenden dans le Bade-Wurtemberg en Allemagne, a fait seize morts dont l'auteur des coups de feu. Cet événement est une des plus meurtrières tueries en milieu scolaire de l'histoire de l'Allemagne.

## Déroulement des faits
Tim Kretschmer, l'auteur de la fusillade de Winnenden, est âgé de dix-sept ans, à la date des faits. Le 11 mars 2009, il se rend armé dans le collège Albertville-Realschule — école qu'il a fréquentée jusqu'à l'été 2008. Les premiers coups de feu sont tirés vers 9 h 30 du matin. La police reçoit un premier appel d'urgence à 9 h 33. Le meurtrier s'enfuit et prend de force une voiture dans laquelle il se barricade. Il est finalement retrouvé, puis blessé par les forces de police à quarante kilomètres de là, à Wendlingen am Neckar, à la suite de quoi il se suicide. Le bilan final était de quinze morts : neuf élèves (huit filles et un garçon), trois institutrices, un passant et deux vendeurs d'une concession automobile.
Les motivations de l'auteur, décrit par ses proches comme un garçon « normal et discret », restent inconnues. Il était suivi par un psychothérapeute pour dépression, même s'il avait cessé de se rendre aux séances depuis septembre 2008.
La police et les médias envisagent rapidement l'existence d'un testament vidéo, comme ce fut le cas lors de la fusillade de l’école d’Emsdetten du 20 novembre 2006 à Emsdetten, où l'auteur avait diffusé une vidéo avant de passer à l'acte. Le lendemain de la fusillade, un message prétendument posté par Tim Kretschmer est retrouvé sur un forum Internet : il y prévient qu'il « en a assez, qu'on ne le prend pas au sérieux » et qu'il projette de se rendre armé dans son ancienne école, en indiquant toutefois qu'il « trolle seulement » et que ce n'est pas la peine de prévenir la police. Alors que cette dernière confirme dans un premier temps l'authenticité du message, le ministre de l'intérieur du Bade-Wurtemberg indique, le 13 mars au Süddeutsche Zeitung, qu'il s'agissait en réalité d'un faux grossier.
L'arme du crime, un pistolet semi-automatique 9mm Beretta, appartient au père de Tim Kretschmer, membre d'un club de tir sportif, qui possède dix-huit pistolets et carabines enfermés dans un coffre de sa cave. L'arme utilisée lors de la fusillade aurait toutefois été conservée dans la chambre à coucher, et une procédure judiciaire est lancée contre le père de Tim Kretschmer pour négligence dans la garde de son arme.

## Conséquences et débats

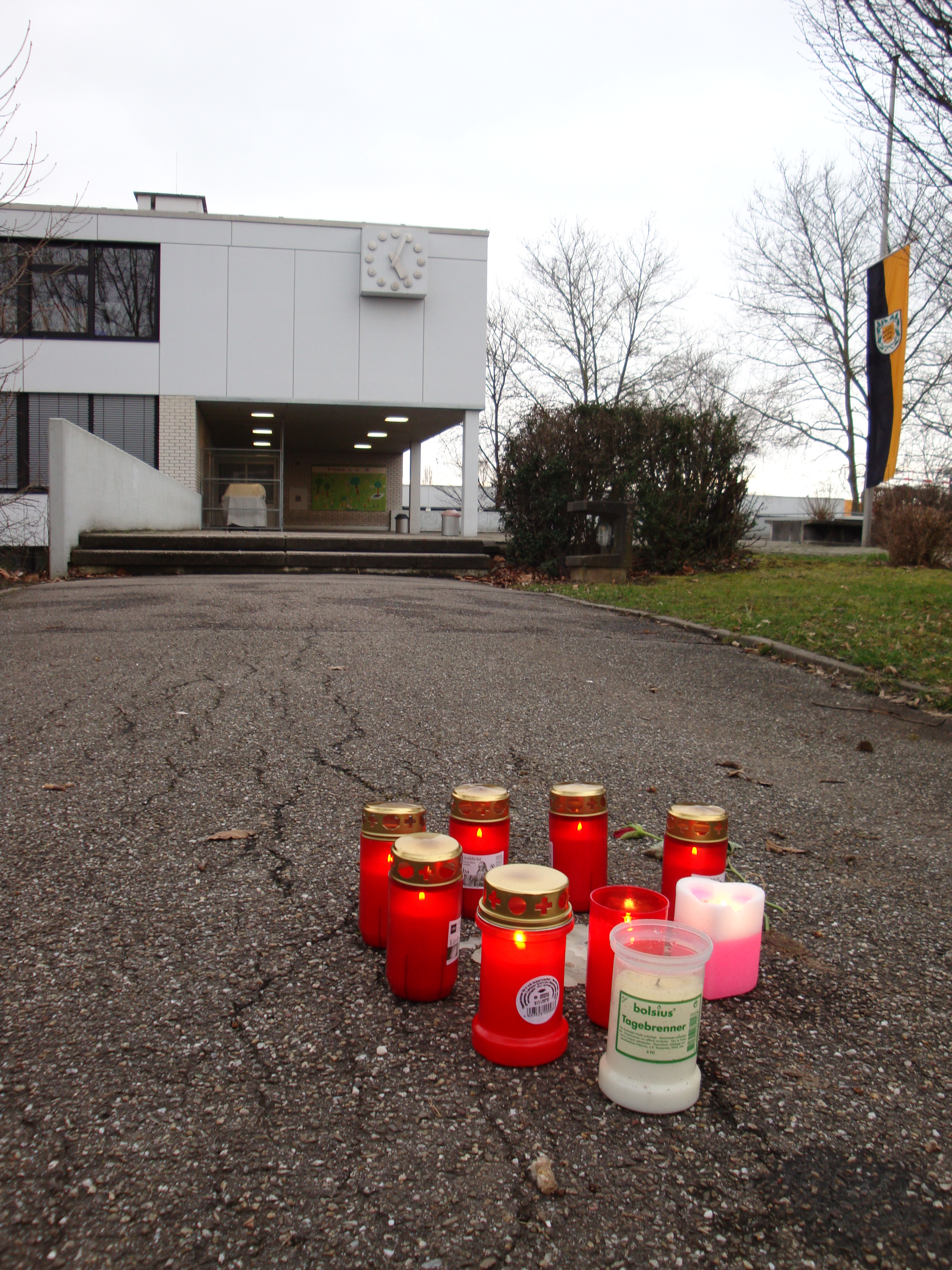
Cierges déposés devant le collège après la tuerie.

Comme lors des précédentes tueries du même type, la fusillade de Winnenden a suscité des réactions passionnées dans les médias et relancé deux débats : principalement celui sur le contrôle des armes à feu, mais aussi celui de la possible mauvaise influence des jeux vidéo violents sur les adolescents. Mais certains, comme le professeur Walter Hollstein, estiment cette dernière thèse erronée.
Concernant le contrôle des armes, différents articles de presse ont réclamé un durcissement de la réglementation, un collectif de chanteurs  appelant même à un boycott des écoles jusqu'à leur interdiction totale. Ce boycott fut cependant très peu suivi. Le nombre d'armes à feu légalement détenues par la population allemande est évaluée à dix millions. Ce nombre élevé s'explique moins par la chasse que par la grande popularité des clubs de tir (Schützenverein), en particulier au sud du pays. La principale fédération allemande de tir sportif, la Fédération allemande de tir (de), revendique ainsi 1,4 million de membres, auxquels s'ajoutent ceux d'autres fédérations mineures. Les estimations du nombre d'armes illégalement détenues oscillent quant à elles de vingt à trente millions. Dans un premier temps, la classe politique s'est généralement opposée à un durcissement de la législation, estimant qu'il convient plutôt d'assurer le respect des dispositions déjà existantes (dans le cas présent, le père du jeune criminel a fait preuve de négligence). La chancelière Angela Merkel a aussi proposé d'instaurer des contrôles inopinés chez les détenteurs d'armes. Les voix les plus critiques ont soulevé les difficultés pratiques d'un tel encadrement ; d'autres en ont souligné les risques d'anticonstitutionnalité (atteinte au respect de la vie privée). Cependant, après plusieurs semaines de débats, une réforme du droit des armes a finalement été annoncée par le gouvernement fin mai. La nouvelle loi devrait notamment faciliter les contrôles et permettre la création d'un registre national des armes (actuellement, les armes sont enregistrées au niveau des Länder). Une interdiction du Paintball a été évoquée, le gouvernement estimant que ce type de jeu porte atteinte au respect de la dignité humaine, mais ne sera finalement pas mise en place. La réforme est jugée insuffisante par ceux qui militaient depuis la fusillade pour un durcissement de la législation et est dans le même temps accueillie avec méfiance par les tireurs et chasseurs.
Comme fréquemment en cas de massacre scolaire, le sujet des jeux vidéo violents a également été abordé. L'auteur des faits en était, en l'espèce, grand consommateur. Une interdiction de ce type de jeu a été proposée fin mai par les ministres de l'intérieur des Länder.
Le magazine politique féminin EMMA a enfin  dénoncé la violence pornographique, estimant que la misogynie était une des motivations du tueur (la majorité de ses victimes était des femmes). Cette analyse, peu reprise par la presse généraliste, a toutefois indirectement soulevé la question de savoir pourquoi ces massacres étaient quasi exclusivement le fait de jeunes hommes. Différentes études pointent du doigt une frustration plus grande chez les jeunes garçons que chez les jeunes filles.